# Lista de monarcas da Índia

## Reino de Mágada (c. antes de1 760−321 a.C.)

### Dinastia de Briadrata (c. antes de1 760–799 a.C.)
- Briadrata (até 1 760 a.C.)
- Jarasanda (1 760-1 718 a.C.)
- Saadeva (1 718-1 678 a.C.)
- Somapi (1 678-1 618 a.C.)
- Srutasravas (1 618-1 551 a.C.)
- Ayutayus (1 551-1 515 a.C.)
- Niramitra (1 515-1 415 a.C.)
- Succhatra (1 415-1 407 a.C.)
- Vrahatcarma (1 407-1 384 a.C.)
- Senajita (1 384-1 361 a.C.)
- Srutanjaya (1 361-1 321 a.C.)
- Vipra (1 321-1 296 a.C.)
- Suchi (1 296-1 238 a.C.)
- Cshemya (1 238-1 210 a.C.)
- Subrata (1 210-1 150 a.C.)
- Darma (1 150-1 145 a.C.)
- Susuma (1 145-1 107 a.C.)
- Dridasena (1 107-1 059 a.C.)
- Sumati (1 059-1 026 a.C.)
- Subala (1 026-1 004 a.C.)
- Sunita (1 004-964 a.C.)
- Satiajita (964-884 a.C.)
- Bisvajita (884-849 a.C.)
- Ripunjaya (849-799 a.C.)

### Dinastia de Pradiota (799−684 a.C.)
- Palaca de Mágada
- Ajaca de Mágada

### Dinastia de Sisunaga (684−424 a.C.)
- Xixunaga
- Calaxoca
- Oito filhos de Calaxoca
- Nandivardana
- Maanandim

### Dinastia Harianka (545−413 a.C.)
- Bimbisara, fundador do primeiro império Mágada [1][2]
- Ajatasatru
- Udaiabadra
- Aniruda
- Munda
- Nagadasaca

## Império Nanda (424–321 a.C.)
- Maapadma Nanda (desde 424 a.C.), filho ilegítimo de Mahanandin de Mágada, fundou o Império Nanda depois de herdar o império de Mahanandin.
- Panduca
- Pangupati
- Butapala
- Rastrapala
- Govisanaka
- Dasasiddhaka
- Caivarta
- Dana Nanda (Agrames, Xandrames) (até 321 a.C.), perdeu o seu império para Chandragupta Máuria depois de ser derrotado pelo próprio.

## Impérios Estrangeiros (a Noroeste) (538-321 a.C.)

### Império Aqueménida(538-330 a.C.)
| Monarca                | Imagem | Vida           | Reinado      | Notas |
| ---------------------- | ------ | -------------- | ------------ | --- |
| Ciro I, o Grande       |        | 600 - 530 a.C. | 538-530 a.C. | Estabeleceu o Império Aqueménida, conquistando partes do atual Paquistão.                                                          |
| Cambises II            |        | ? - 521 a.C.   | 529-522 a.C. | filho de Ciro, o Grande e Cassandana. Conquistou o Egito.                                                                          |
| Esmérdis               |        | ? - 522 a.C.   | 522 a.C.     | Filho de Ciro, o Grande (o impostor Gaumata passou-se por ele).                                                                    |
| Dario I, o Grande      |        | 550 - 486 a.C. | 521-486 a.C. | genro de Ciro, o Grande, filho de Histaspes, neto de Arsames Os seus exércitos foram derrotados na Batalha de Maratona, na Grécia. |
| Xerxes I               |        | 519 - 465 a.C. | 485-465 a.C. | filho de Dario I e Atossa Sagrou-se vitorioso na Batalha das Termópilas, porém foi derrotado na Batalha de Salamina                |
| Artaxerxes I Longímano |        | ? - 424 a.C.   | 465-424 a.C. | Filho de Xerxes I e Améstris |
| Xerxes II              |        | ? - 424 a.C.   | 424 a.C.     | Filho de Artaxerxes I e Damáspia                                                                                                   |
| Soguediano             |        | ? - 423 a.C.   | 424-423 a.C. | Filho de Artaxerxes I e Alogina; meio-irmão e rival de Xerxes II                                                                   |
| Dario II               |        | ? - 404 a.C.   | 423-404 a.C. | Filho de Artaxerxes I e Cosmartidene; meio-irmão e rival de Xerxes II                                                              |
| Artaxerxes II Mnémon   |        | 436 - 358 a.C. | 404-359 a.C. | Filho de Dario II (ver também Xenofonte)                                                                                           |
| Artaxerxes III Oco     |        | ? - 338 a.C.   | 358-338 a.C. | Filho de Artaxerxes II e Estatira                                                                                                  |
| Artaxerxes IV Arses    |        | ? - 336 a.C.   | 338-336 a.C. | Filho de Artaxerxes III e Atossa                                                                                                   |
| Dário III Codomano     |        | 380 - 330 a.C. | 336-330 a.C. | Bisneto de Dário II derrotado por Alexandre, o Grande                                                                              |

### Império Macedónio(330-323 a.C.)
| Monarca            | Imagem | Vida                          | Reinado      | Notas |
| ------------------ | ------ | ----------------------------- | ------------ | --- |
| Alexandre o Grande |        | 356 - 13 de Junho de 323 a.C. | 330-323 a.C. | Estabeleceu o Império Macedónio, que derrotou o Império Aqueménida. O Império fragmentou-se após a sua morte. |

### Império Selêucida(323-321 a.C.)
| Monarca           | Imagem | Vida           | Reinado      | Notas |
| ----------------- | ------ | -------------- | ------------ | --- |
| Seleuco I Nicátor |        | 358 - 281 a.C. | 323-321 a.C. | Com a sua parte encontrava-se o que restava das possessões macedónias na Índia. É derrotado por Chandragupta Máuria em 321 a.C. |

## Império Máuria (324–184 a.C.)

### Dinastia Máuria (324-184 a.C.)
- Chandragupta Máuria (Sandrakottos) (324-301 a.C.), fundador do Império Máuria depois de derrotar o Império Nanda e o Império Selêucida, afirmava ser descendente da dinastia Shakya.
- Bindusara (301-273 a.C.)
- Asoca (273-232 a.C.), considerado o maior imperador na história da Índia, foi o primeiro a unificá-la. Adotou o Budismo como religião oficial do império, defendeu os direitos dos animais e promoveu a não-violência.
- Dasarata (232-224 a.C.)
- Samprati (224-215 a.C.)
- Saliçuca (215-202 a.C.)
- Devavarmã (202-195 a.C.)
- Satadanva (195-187 a.C.), o Império Máuria havia encolhido por altura do seu reinado
- Briadrata (187-184 a.C.), assassinado por Pusiamitra Sunga.

## Império Satavahana(A Sul) (230 a.C. - 220 d.C.)

### Dinastia Satavahana(230 a.C. - 220 d.C.)
- Simuka (230–207 a.C.)
- Krishna (207–189 a.C.),
- Sri Mallakarni (ou Sri Satakarni) (189–179 a.C.)
- Purnotsanga (179–161 a.C.)
- Skandhastambhi (161–143 a.C.)
- Satakarni I (189-133 a.C.)
- Satakarni II (133–? a.C.)
- Vedashree (? - 105 a.C.)
- Skanda Sthambi (r.18 anos, 105-87 a.C.)
- Lambodara (87–69 a.C.)
- Apitaka (r.12 anos)
- Meghasvati (ou Saudasa) (r.18 anos)
- Svati (ou Svami) (r.18 anos)
- Skandasvati (r.7 anos)
- Mrigenendra Satakarni (Satakarni III) (r.8 anos)
- Kuntala Satakarni (ou Kuntala Svatikarna) (r.8 anos)
- Sumya Satakarni, (r.18 anos)
- Saata Satakarni, (r.1 ano)
- Pulomavi (or Patumavi) (r.36 anos)
- Megha Satakarni (r.38 anos)
- Riktavarna (or Aristakarman), (r.25 anos)
- Hāla (20–24 d.C.), autor do Gathasaptasati, um clássico da literatura indiana
- Mandalaka (ou Bhavaka, ou Puttalaka) (r.5 anos)
- Purindrasena (r.5 anos)
- Sundara Satakarni (r.1 ano)
- Cakora Satakarni (or Cakora Svatikarna) (r.6 meses)
- Mahendra Satakarni (r.6 meses)
- Sivasvati (r.28 anos)
- Gautamiputra Sātakarni (106-130 d.C.)
- Vasisthiputra Sri Pulamavi ou Puloma I (130-159 d.C.)
- Sivasri Sātakarni (r.7 anos)
- Shivaskanda Satakarni (r.7 anos)
- Yajna Sri Satakarni (r.29 anos)
- Vijaya (203-209 d.C.)
- Chandra Sri Satakarni (r. 10 anos)
- Puloma II (r.7 anos)
- Madhariputra Svami Sakasena (? 190s)

Em 220, aquando da extinção da dinastia, o território encontrava-se dividido entre os impérios ou dinastias Vakataka, Kadamba, Ikshvaku, Chutu, Pallava e os Sátrapas do Oeste.

## Império Sunga(A Norte) (185-73 a.C.)

### Dinastia Sunga(185-73 a.C.)
- Pusiamitra Sunga (185-149 a.C.), fundou a dinastia depois de assassinar Briadrata
- Agnimitra (149-141 a.C.), filho e sucessor de Pusiamitra
- Vasujyesta (141-131 a.C.)
- Vasumitra (131-124 a.C.)
- Andraka (124-122 a.C.)
- Pulindaca (122-119 a.C.)
- Gosa
- Vajramitra
- Bagabadra, mencionado nas Puranas
- Devabuti (83-73 a.C.), último rei Sunga.

## Reino Indo-Cita(90 a.C. - 405 d.C.)

### SátrapasIndo-Citas (a Noroeste) (90 a.C.- 10 d.C.)
- Maues (c. 85–60 a.C.) e Vonones (c. 75–65 a.C.)
- Espalaores (c. 65-60 a.C.)
- Espalarises (c. 60–57 a.C.)
- Azes I (c. 57–35 a.C.) e Azilises (sátrapa sediado em Gandara) (c. 57–35 BC)
- Azes II (c. 35–12 BC)
- Zeionises (sátrapa sediado em Caxemira) (c. 10 a.C. – 10 d.C.) e Caraostes (sátrapa sediado em Matura)  (c. 10 a.C. – 10 d.C.)

- Anexado pelo Império Cuchana (10-119 d.C.)

### SátrapasIndo-Citas (a Sudoeste) (119–405 d.C.)
Os Sátrapas reconquistaram uma grande parte do seu território e ganharam também novos territórios a Sul e ao Centro, chegando a reter uma parte do Império Satavana.
- Nahapana (119–124)
- Castanafl (120)
- Rudradaman I (130–150)
- Damajadasri I (170–175)
- Jivadaman (175, f. 199), 1ª vez
- Rudrasimha I (175–188), 1ª vez
- Isvaradatta (188–191)
- Rudrasimha I (191–197), 2ª vez
- Jivadaman (197–199), 2ª vez
- Rudrasena I (200–222)
- Samghadaman (222–223)
- Damasena (223–232)
- Damajadasri II (232–239) e  Viradaman (234–238)
- Yasodaman I (239)
- Vijayasena (239–250)
- Damajadasri III (251–255)
- Rudrasena II (255–277)
- Visvasimha (277–282)
- Bhartridaman (282–295) e  Visvasena (293–304)
- Rudrasimha II (304–348) e Yasodaman II (317–332)
- Rudradaman II (332–348)
- Rudrasena III (348–380)
- Simhasena (380–405)

## Dinastia Kanva(A Norte) (73-30 a.C.)
- Vasudeva Kanva (73-66 a.C.) e a que se seguiu entre 75 a.C. e 66 a.C. um período conturbado onde surgiram vários reinos.
- Bumimitra (66-52 a.C.)
- Naraiana Kanva (52-40 a.C.)
- Susarma (40-30 a.C.) a que se seguiu entre 30 a.C. e 275 d.C. um período conturbado onde surgiram vários reinos, até ao nascimento da Dinastia Gupta em 240 d.C.

## Império Cuchana(A Nordeste) (30-375)
- Cujula Cadefises (30-80 d.C.)[3]
- Vima Taqueto Sóter Mega, O Grande Salvador (c. 80–90)
- Vima Cadefises (c. 90-112), o primeiro grande Imperador[3]
- Canisca I O Grande (112-132) [3]
- Huvisca (c. 132-168)[3]
- Vasudeva I (c. 168–207), o último Imperador da idade de ouro do Império. Enviou um tributo para a China[3]
- Canisca II (c. 207–221)
- Vasisca (c. 221-231)
- Canisca III (c. 231-241), rei do leste, sediado em Panjabe
- Vasudeva II (c. 241-261), rei do leste, sediado em Panjabe
- Vasudeva III (261 - ?)
- Vasudeva IV (?), rei sediado em Gandara
- Vasudeva de Cabul (ou Vasudeva V) (?), rei sediado em Cabul
- Chhu (310-325), em 321, a dinastia perde o controlo dos seus territórios a Norte.
- Xaca I (325-345)
- Cipunada (345-375), último governante atestado da dinastia.

## Império Gupta(a Norte) (240-606 d.C.)

### Dinastia Gupta(240-606 d.C.)
| Monarca         | Imagem | Vida         | Reinado      | Notas |
| --------------- | ------ | ------------ | ------------ | --- |
| Sri-Gupta       |        | ? - 280 d.C. | 240-280 d.C. | Fundador da Dinastia. |
| Gatotkacha      |        | ? - 319 d.C. | 280-319 d.C. | Filho de Sri-Gupta. |
| Chandragupta I  |        | ? - 335 d.C. | 319-335 d.C. | Fundador do Império Gupta, que é muitas vezes considerado como a idade de ouro da cultura indiana.                                                                                                   |
| Samudragupta    |        | ?- 370 d.C.  | 335-370 d.C. | Filho de Chandragupta I e da sua esposa Kumaradevi. Governou durante a idade de ouro da dinastia. |
| Ramagupta       |        | ? -375 d.C.  | 370-375 d.C. | Primeiro filho de Samudragupta e da sua esposa Dattadevi. |
| Chandragupta II |        | ? - 415 d.C. | 375-415 d.C. | Segundo filho de Samudragupta e da sua esposa Dattadevi. O Império Gupta atingiu o seu zénite durante o seu reinado, e o peregrino chinês Fa-Hsien descreveu a cultura indiana durante este período. |
| Cumaragupta I   |        | ? - 455 d.C. | 415-455 a.C. | Filho de Chandragupta II e da sua esposa Dhruvuswamini. Governou durante a idade de ouro da dinastia, revelando-se um hábil estratega                                                                |
| Scandagupta     |        | ? - 467 d.C. | 455-467 d.C. | Origens incertas. Filho de Cumaragupta ou um general que sucedeu ao mesmo, subindo no clã Gupta. Foi o último Imperador da era de ouro dos Gupta.                                                    |
| Purugupta       |        | ? - 473 d.C. | 467-473 d.C. | Meio-irmão de Scandagupta. |
| Cumaragupta II  |        | ?-477 d.C.   | 473-477 d.C. | |
| Budagupta       |        | ? - 496 d.C. | 477-496 d.C. | Filho de Purugupta. |
| Vainyagupta     |        | ?-515 d.C.   | 500-515 d.C. | Possivelmente irmão de Budagupta. |
| Narasimagupta   |        | ? - 530 d.C. | 515-530 d.C. | Possivelmente irmão de Budagupta e Vainyagupta. |
| Cumaragupta III |        | ? - 540 d.C. | 530-540 d.C. | Filho de Narasimagupta |
| Vixnugupta      |        | ? - 550 d.C. | 540-550 d.C. | Filho de Cumaragupta III |
| Vainyagupta     |        | ?            | 550 - ? d.C. | |
| Devagupta       |        | ?- 606 d.C.? | ?-606 d.C.   | Último da dinastia. Após a sua morte o Império é dividido entre os Impérios Harsa, Pala, Rastracuta e Pratiara.                                                                                      |

## Império Palava(a Sul) (275-882)
Os Palavas retiveram uma parte do Império dos Satavanas.
- Simhavarman I (275–300 ou 315–345)
- Skandavarman I (345–355)
- Visnugopa (350–355)
- Kumaravishnu I (355–370)
- Skandavarman II 370–385)
- Viravarman (385–400)
- Skandavarman III (400–438)
- Simhavarman II (438–460)
- Skandavarman IV (460–480)
- Nandivarman I (480–500)
- Kumaravishnu II (c. 500–510)
- Buddhavarman (c. 510–520)
- Kumaravishnu III (c. 520–530)
- Simhavarman III (c. 530–537)
- Simhavishnu (537–570)
- Mahendravarman I (571–630)
- Narasimhavarman I (Mamalla) (630–668)
- Mahendravarman II (668–672)
- Paramesvaravarman I (672–700)
- Narasimhavarman II (Raja Simha) (700–728)
- Paramesvaravarman II (705–710)
- Nandivarman II (Pallavamalla) (732–796)
- Thandivarman (775–825)
- Nandivarman III (825–869)
- Nirupathungan (869–882)
- Aparajithavarman (882–901)

## Reino Chaluquia(a Sul) (543-1200)
- Em confronto com o Império Chola

### Reino Chaluquia(543-753/624-1075/953-1200)

#### Reino Chaluquia Ocidental (sediados emBadami) (543–643)
- Pulakesi I  (543–566)
- Kirtivarman I (566–597)
- Mangalesa (597–609)
- Pulakesi II (609–642), após a sua morte , o Império divide-se em duas zonas: a Zona Oeste e a Zona Leste.

#### Reino Chaluquia Ocidental(sediados emBadami) (643-757)
- Período de Anarquia:643-655

- Vikramaditya I (655–680)
- Vinayaditya (680–696)
- Vijayaditya (696–733)
- Vikramaditya II (733–746)
- Kirtivarman II  (746–757)

- Anexado pelo Império Rastracuta:757

#### Reino Chaluquia Oriental(sediados emVengi) (624-1189)
- Kubja Vishnuvardhana I (624-641), governa paralelamente ao seu irmão Pulakesi II.
- Jayasimha I (641-673), o Império do Leste torna-se independente em 642.
- Indra Bhattaraka (7 dias em 673)
- Vishnuvardhana II  (673–682)
- Mangey Yuvaraja (682–706)
- Jayasimha II (706–718)
- Kokkili (718-719, seis meses)
- Vishnuvardhana III (719-755)
- Vijayaditya I (755-772)
- Vishnuvardhana IV (772-808)
- Vijayaditya II (808-847)
- Vishnuvardhana V (847-849(
- Vijayaditya III, Vikramaditya III (irmão, I dos chaluquias orientais) e Yuddhamalla I (irmão) (849–892)
- Chaluquia Bima I (892–921)
- Vijayaditya IV (seis meses em 921)
- Amma I e Vishnuvardhana VI  (921 – 927)
- Vijayaditya V (15 dias em 927)
- Tadapa (1 mês em 927)
- Vikramaditya IV (II dos chaluquias orientais) (927-928)
- Chaluquia Bima II (928-929)
- Yuddhamalla II (929–935)
- Chaluquia Bima III e Vishnuvardhana VII (935–947)
- Amma II (947–970)
- Danarnava (970-973)
- Jata Choda Bhima (973-999)
- Saktivarman I (999-1011)
- Vimaladitya  (1011–1018)
- ( Rajaraja I Vishnuvardhana VIII ) (1018–1061), um usurpador dos Cholas[4]
- Saktivarman II (1062)
- Vijayaditya VI (1063-1068) 1º reinado, deposto
- Interregno: 1068-1072
- Vijayaditya VI (1072-1075) 2º reinado. O último membro do ramo dos chaluquias orientais.

- Anexado pelo Império Chola: 1075-1088
- Anexado por Vikramaditya VI, membro da dinastia chaluquia oriental 1088-1099
- Anexado pelo Império Chola:1099-1118
- Anexado por Vikramaditya VI: 1118-1130
- Anexado pelo Império Chola: 1130-1189
- Anexado pelo Império Hoisala e pela Império Iadava: 1189

#### Império Chaluquia Oriental(sediados emKalyani) (973–1200)
- Restauração do Império após separação da dinastia Rastracuta:973
- Tailapa II (973–997)
- Satyasraya Irivabedanga (997–1008)
- Vikramaditya V  (1008–1014)
- Jayasimha II Jagadhekamalla I (1015–1042)
- Somesvara I (1042–1068)
- Somesvara II (1068–1076)
- Vikramaditya VI (1076–1127) domina os territórios Vengi entre 1088-1099 e 1118-1126
- Somesvara III  (1127–1138) domina os territórios Vengi entre 1126-1130
- Jagadhekamalla II  (1138–1151)
- Tailapa III   (1151–1162)
- Jagadhekamalla III (1162–1183)
- Somesvara IV   (1183–1200), em 1189, o Império é extinto.

## Império Harsha(a Norte) (606-647)

### Dinastia Harsha(606-647)
- Harsha (606-647), unificou muito do território do Norte indiano, governando-o por mais de 40 anos. Este desfez-se após a sua morte. Foi oúltimo governante não muçulmano a governar um Norte unificado.

## Império Rastracuta(A Oeste) (735–982)
- Dantidurga (735–756)
- Krishna I (756–774)
- Govinda II (774–780)
- Dhruva Dharavarsha (780–793)
- Govinda III (793–814)
- Amoghavarsha I (814–878)
- Krishna II Akalavarsha (878–914)
- Indra III (914–929)
- Amoghavarsha II (929–930)
- Govinda IV (930–935)
- Amoghavarsha III (934–939)
- Krishna III (939–967)
- Khottiga Amoghavarsha (967–972)
- Karka II Amoghhavarsha IV (972–973)
- Indra IV (973–982), reivindicador do trono perdido pelo pai.

## Império Pala(a Nordeste) (750-1162,[5]756-1162,[6]755-1162/76,[7]ou 750-1199[8])

### Dinastia Pala(750-1162,[5]756-1162,[6]755-1162/76,[7]ou 750-1199[8])
Não se sabe com exatidão as datas de início e fim de governo dos governantes Pala, pelo que se apresentam aqui sugestões de vários investigadores:
- Gopala I (750-770,[5] 756-781,[6] 755-783,[7] ou 750-775[8])
- Dharmapala (770-810,[5] 781-821,[6] 783-820,[7] ou 775-812[8])
- Devapala (810-850,[5] 821-861,[6] 820-860,[7] ou 812-850[8])
- Mahendrapala (Não existiu[5][6][7][8]), a referência a este rei surgiu numa chapa de prata descoberta após as publicações destes investigadores)
- Shurapala I (850-853,[5] 861-866,[6] 860-865,[7] ou 850-858[8])
- Vigrahapala I (850-853 (em conjunto com Shurapala),[5] 861-866 (em conjunto com Shurapala),[6] 860-865 (em conjunto com Shurapala),[7] ou 858-860 (sozinho)[8])
- Narayanapala (854-908,[5] 866-920,[6] 865-920,[7] ou 860-917[8])
- Rajyapala (908-940,[5] 920-952,[6] 920-952,[7] ou 917-952[8])
- Gopala II (940-957,[5] 952-969,[6] 952-967,[7] ou 952-972[8])
- Vigrahapala II (957-986,[5] 969-995,[6] 967-980,[7] ou 972-977[8])
- Mahipala I (986-1036,[5] 995-1043,[6] 980-1035,[7] ou 977-1027[8])
- Nayapala (1036-1053,[5] 1043-1058,[6] 1035-1050,[7] ou 1027-1043[8])
- Vigrahapala III (1054-1072,[5] 1058-1075,[6] 1050-1076,[7] ou 1043-1070[8])
- Mahipala II (1072-1075,[5] 1075-1080,[6] 1076-1079,[7] ou 1070-1071[8])
- Shurapala II (1075-1077,[5] 1080-1082,[6] 1076-1078/9 (em conjunto com Mahipala),[7] ou 1071-1072[8])
- Ramapala (1077-1130,[5] 1082-1124,[6] 1078/9-1132,[7] ou 1072-1126[8])
- Kumarapala (1130-1140,[5] 1124-1129,[6] 1132-1136,[7] ou 1126-1128[8])
- Gopala III (1140-1144,[5] 1129-1143,[6] 1136-1144,[7] ou 1128-1143[8])
- Madanapala (1144-1162,[5] 1143-1162,[6] 1144-1161/2,[7] ou 1143-1161[8])

- Govindapala (1155-1159 (em conjunto com Madanapala),[5] Não existiu,[6] 1158-1162 (em conjunto com Madanapala) ou 1162-1176 (sozinho),[7] ou 1161-1165[8])
- Palapala (Não existiu,[5][6][7] ou 1165-1199[8])

## Império Chola(a Sul) (848-1279)
- Em confronto com o Reino Chaluquia

### Império Chola(848-1279)
- Vijayalaya (848–881), fundador do Império Chola
- Aditya (871–907)
- Parantaka I (907–955)
- Gandaraditya (950–957)
- Arinjaya (956–957)
- Parantaka II (957–970)
- Uttama (973–985)
- Rajaraja I (985–1014), considerado o maior rei dos Cholas, expandiu o Império Chola no Ultramar até ao Sri Lanka.
- Rajendra I (1012–1044), expandiu o Império Chola no Ultramar até ao Sudeste Asiático
- Rajadiraja I (1018–1054)
- Rajendra II (1051–1063)
- Virarajendra (1063–1070)
- Athirajendra (1067–1070)
- Kulothunga I (1070-1120)
- Vikkrama (1120–1135)
- Kulothunga II (1133–1150)
- Rajaraja II (1146–1163)
- Rajadiraja II (1163–1178)
- Kolothunga III (1178–1218)
- Rajaraja III (1216–1256)
- Rajendra III (1246–1279), último da dinastia.

## Sultanatos Muçulmanos (1206-1526)

### Sultanato de Déli(1206–1526)
Apesar do nome a capital do Sultanato nunca foi em Déli.

#### Mamelucos de Déli(1206–1290)
- Qutb-ud-din Aybak (1206–1210)
- Aram Xá (1210–1211)
- Xameçadim Iltutmish (1211–1236)
- Rukn-ud-din Firuz (1236)
- Raziyyat Udim Sultana (1236–1240)
- Muiçudim Barã (1240–1242)
- Alaudim Maçude (1242–1246)
- Naceradim Mamude (1246–1266)
- Guiaçadim Balbã (1266–1286)
- Muizadim Caicobado (1286–1290)

#### Dinastia Khilji(1290–1320)
- Jalal Udim Fir oz Khaliji (1290–1296), Fundador, derrotou algumas tentativas de invasão do Império Mongol.
- Alauddin Khilji (1296–1316), unificou a Índia e derrotou o Império Mongol.
- Qutb Udim Mubarak Xá (1316–1320).

#### Dinastia Tughlaq(1321–1414)
- Ghiyasu-Din Tughluq (1321–1325)
- Muhammad bin Tughluq (1325–1351)
- Firuz Xá Tughlaq (1351–1388)
- Ghiyas-ud-Din Tughluq II (1388–1389)
- Abu Bakr Xá (1389–1390)
- Naceradim Maomé Xá III (1390–1394)
- Mamude Naceradim (Sultão Mamude) em Deli (1394–1413)
- Nusrat Xá em Firozabad(1394–1413)

Em 1398, uma invasão liderada por Timur terminou com a dinastia.

#### Dinastia Sayyid(1414–1451)
- Khizr (1414–1421)
- Mubarik II (1421–1434)
- Muhamed IV (1434–1445)
- Alem I (1445–1451)

#### Dinastia Lodi(1451–1526)
- Balul Cã Lodi (1451–1489)
- Sicandar Lodi (1489–1517)
- Ibraim Lodi (1517–1526), derrotado por Babur, que fundou o Império Mogol

- Anexado ao Império Mogol:1526

### Sultanato de Bamani(1347–1527)
- Alá Udim Bamane Xá (1347–1358), estabeleceu a capital em Gulbarga
- Maomé Xá I (1358–1375)
- Alá Udim Mujaíde Xá (1375–1378)
- Daúde Xá I (1378)
- Maomé Xá II (1378–1397)
- Gias Udim Tamatane Xá (1397)
- Xamece Udim Daúde Xá II (1397)
- Taje Udim Feroz Xá (1397–1422)
- Xaabe Udim Amade Xá I (1422–1435), estabeleceu a capital em Bidar
- Ala Udim Amade Xá II (1436–1458)
- Ala Udim Humaiune Xá (1458–1461)
- Nizam Udim Amade Xá III (1461–1463)
- Xamece Udim Maomé Xá III (1463–1482)
- Mamude Xá (1482–1518)
- Amade Xá IV (1518–1521)
- Alá Udim Xá (1521–1522)
- Ualiulá Xá (1522–1524)
- Calimulá Xá (1524–1527)

- Anexado ao Império Mogol:1527

### Sultanato de Malwa(1392–1562)

#### Ghoris (1390–1436)
- Dilavar Cã Huceine (1390–1405)
- Alpe Cã Huxangue (1405–1435)
- Gázni Cã Maomé (1435–1436)
- Maçude Cã (1436)

#### Khiljis (1436–1535)
- Mahmud Xá I (1436–1469)
- Ghiyath Xá (1469–1500)
- Nácer Xá (1500–1511)
- Mahmud Xá II (1511–1530)

Sob Guzerate (1530–1534)
- Amit parsagandites (1534–1535)

#### Cadírida (1535–1555)
- Qadir Xá (1535–1542)

Sob o Império Mogol (1542–1555)

#### Xajaátida (1555–1562)
- Xajaate Cã (1555)
- Miã Bajazeto Baz Badur (1555–1562)

- Anexado ao Império Mogol:1562

## Império Mogol(1526–1857)

### Dinastia Mogol(1526-1540)
- Babur (1526–1530), descendente do conquistador mongol Timur, estabeleceu o Império Mogol após derrotar o Sultanato de Déli.
- Humayun (1530–1540), perdeu temporariamente o Império para Sher Xá Suri após ser derrotado por ele.

### Dinastia Suri(1540–1555)
- Sher Xá Suri (1540–1545), seized the Mughal Empire after defeating the second Mughal Emperor Humayun
- Islam Xá Suri (1545–1553)
- Muhammad Adil Xá (1553-1555), derrotado por Humayun , auxiliado pelos Safávidas da Pérsia.

### Dinastia Mogol(1556–1857)
- Humayun (1556), restaurou o Império derrotando Adil Xá
- Akbar I O Grande (1556–1605), unificou a Índia sob o Império Mogol.
- Jahangir (1605–1627)
- Jahan I (1627–1657), construiu o Taj Mahal, considerada uma das Sete Maravilhas do Mundo
- Aurangzeb Alamgir I (1658–1707), expandiu o Império Mogol até ao seu apogeu, governando na maior parte da Ásia do Sul e Afeganistão.
- Bahadur I (1707–1712)
- Jahandar (1712–1713)
- Farrukhsiyar (1713–1719)
- Rafi ud Darajat (1719)
- Muhammad Xá (1719–1748)
- Ahmad Xá Bahadur (1748–1754)
- Alamgir II (1754–1759)
- Jahan III (1760)
- Alam II (1759–1806)
- Akbar II (1806–1837)
- Bahadur Xá II (1837–1857)

## Partições doImpério Mogol(1799-1849)

### Império Marata(1674-1818)
- Shivaji I (n. 19 Fevereiro de 1630, 6 de Junho de 1674 - 3 de Abril de 1680)
- Sambhaji (3 de Abril de 1680–1688), filho primogénito de Shivaji
- Rajaram Chhatrapati (1688–1700), filho caçula de of Shivaji
- Tarabai, regente (1700–1707), viúva de Chhatrapati Rajaram
- Chhatrapati Shivaji II (n. 1696, 1707–1714)

O Império foi dividido entre dois ramos da família entre 1707 e 1710. A divisão foi formalizada em 1731.

#### ChhatrapatisemColhapur(1700–1947)
- Chhatrapati Shivaji II (n. 1696, 1707–1714)
- Sambhaji II de Kolhapur (b. 1698, r. 1714–60)
- Rajmata Jijibai, regent (1760–73), senior widow of Sambhaji II
- Rajmata Durgabai, regent (1773–79), junior widow of Sambhaji II
- Xáu Shivaji II de Kolhapur (r.1762–1813); adotado por Jijibai, viúva do seu predecessor
- Sambhaji III de Kolhapur (n.1801, 1813–1818, f.1821)

- Anexada pela Companhia Britânica das Índias Orientais: 1818

#### ChhatrapatisemSatara(1707–1839)
- Xáu I (1708–1749). Filho de Sambhaji I.
- Ramaraja (1749–1777). Neto de Rajaram e Tarabai; filho adotado de Xáu I.
- Xáu II of Satara (1777–1808). Filho de Ramaraja.
- Pratapsinh (1808–1818, f.1839)

- Anexada pela Companhia Britânica das Índias Orientais: 1818

### Império Sikh(1801-1849)
- Ranjit Singh (n. 1780, 12 de Abril de 1801-1839)
- Kharak Singh (n. 1801, 1839-1840), filho primogénito de Ranjit Singh
- Nau Nihal Singh (n. 1821, 1840), neto of Ranjit Singh
- Chand Kaur (n. 1802,1840-1842), Regente
- Sher Singh (n. 1807, 1842-1843), filho de Ranjit Singh
- Duleep Singh (b. 1838, 1843-1849, f. 1893), filho caçula de Ranjit Singh

O Império Britânico anexou o Império Singh em c. 1845-1849, após as Guerras Anglo-Sikh.

## Império Britânico da Índia(1858-1947)

### Casa de Hanôver
| Nome                                               | Retrato | Nascimento                                                                                         | Casamento                                                     | Morte                         | Ref   |
| -------------------------------------------------- | ------- | -------------------------------------------------------------------------------------------------- | ------------------------------------------------------------- | ----------------------------- | ----- |
| Vitória 2 de agosto de 1858– 22 de janeiro de 1901 |         | 24 de maio de 1819 filha de Eduardo, Duque de Kent e Strathearn e Vitória de Saxe-Coburgo-Saalfeld | Alberto de Saxe-Coburgo-Gota 10 de fevereiro de 1840 9 filhos | 22 de janeiro de 1901 81 anos | [ 9 ] |

### Casa de Saxe-Coburgo-Gota
Eduardo VII, apesar de filho e herdeiro de Vitória, herdou os nomes e títulos de seu pai e é assim considerado como inaugurando uma nova casa real.
| Nome                                                | Retrato | Nascimento                                                              | Casamento                                           | Morte                         | Ref    |
| --------------------------------------------------- | ------- | ----------------------------------------------------------------------- | --------------------------------------------------- | ----------------------------- | ------ |
| Eduardo I 22 de janeiro de 1901 – 6 de maio de 1910 |         | 9 de novembro de 1841 filho de Vitória I e Alberto de Saxe-Coburgo-Gota | Alexandra da Dinamarca 10 de março de 1863 6 filhos | 6 de maio de 1910 68 anos     | [ 10 ] |
| Jorge I 6 de maio de 1910 – 17 de julho de 1917     |         | 3 de junho de 1865 filho de Eduardo I e Alexandra da Dinamarca          | Maria de Teck 6 de julho de 1893 6 filhos           | 20 de janeiro de 1936 70 anos | [ 11 ] |

### Casa de Windsor
O nome Windsor foi adotado em 1917, durante a Primeira Guerra Mundial. Foi alterado de Saxe-Coburgo-Gota por causa do sentimento anti-germânico no Reino Unido.
| Nome                                                                | Retrato | Nascimento                                                     | Casamento                                      | Morte                          | Ref    |
| ------------------------------------------------------------------- | ------- | -------------------------------------------------------------- | ---------------------------------------------- | ------------------------------ | ------ |
| Jorge I 17 de julho de 1917 – 20 de janeiro de 1936                 |         | 3 de junho de 1865 filho de Eduardo I e Alexandra da Dinamarca | Maria de Teck 6 de julho de 1893 6 filhos      | 20 de janeiro de 1936 70 anos  | [ 11 ] |
| Eduardo II 20 de janeiro de 1936 – 11 de dezembro de 1936 (abdicou) |         | 23 de junho de 1894 filho de Jorge I e Maria de Teck           | Wallis Simpson 3 de junho de 1937 sem filhos   | 28 de maio de 1972 77 anos     | [ 12 ] |
| Jorge II 11 de dezembro de 1936 – 15 de agosto de 1947              |         | 14 de dezembro de 1895 filho de Jorge I e Maria de Teck        | Isabel Bowes-Lyon 26 de abril de 1923 2 filhas | 6 de fevereiro de 1952 56 anos | [ 13 ] |

## Domínio da Índia(1947 - 1950)

### Casa de Windsor
Após a independência da Índia em 15 de agosto de 1947 o país se tornou parte da Comunidade Britânica de Nações, como a União da Índia até 26 de janeiro de 1950, com a proclamação da república.  
- Jorge VI (Reinando; 15 de agosto de 1947 - 26 de janeiro de 1950. Vivendo; 14 de dezembro de 1895 - 06 de fevereiro de 1952, 56 anos) filho de Jorge V do Reino Unido.

## Domínio do Paquistão(1947 - 1956)

### Casa de Windsor
O Domínio do Paquistão foi outro país membro da Comunidade Britânica, sendo separado da Índia. Em 1956 foi proclamada a república no país. 
- Jorge VI (Reinando; 15 de agosto de 1947 - 6 de fevereiro de 1952. Vivendo; 14 de dezembro de 1895 - 06 de fevereiro de 1952, 56 anos) filho de Jorge V do Reino Unido.
- Isabel II (6 de fevereiro de 1952 - 23 de março de 1956. Vivendo; 21 de abril de 1926, com 96 anos atualmente) filha de Jorge VI.